# Origanum symes
Origanum symes là một loài thực vật có hoa trong họ Hoa môi. Loài này được Carlström mô tả khoa học đầu tiên năm 1984.